# Hermeneumata Pseudodositheana
Les Hermeneumata Pseudodositheana sont des manuels d'apprentissage du grec, pour les Latins ou du latin pour les Grecs. Datant du IIIe siècle, il est anonyme. Le mot Hermeneumata signifie traduction ou interprétation.

## Manuscrits sources
Les Hermeneumata ont été retrouvés à partir d'une trentaine de manuscrits du Moyen Âge, parmi lesquels :
- manuscrit 902 de l'abbaye de Saint-Gall du Xe – XIe siècles
- manuscrit de Leyde du XIe siècle. Cet exemplaire donne une date de rédaction du manuel en 207 ap. J.-C.
- manuscrits H 306 de l'école de Médecine de Montpellier du début du IXe siècle, et H 103, copie conforme du précédent datant du XVIe siècle.

Le manuscrit de Saint-Gall fait précéder les Hermeneumata par une grammaire que son titre attribue à Dosithée Magister. Toutefois, la postposition des Hermeneumata ne parait pas une preuve suffisante pour les attribuer à Dosithée, d'où leur qualification de Pseudodositheana. Le manuscrit H306, le plus ancien texte conservé est d'après la prononciation des mots grecs la copie d'un manuscrit disparu du Ve ou VIe siècle.

## Contenu
Il est formé de deux glossaires, l'un alphabétique, l'autre thématique (qui sont les plus anciens latin/grec connus). Le glossaire thématique contient près de 30 000 mots, sur le nom des dieux, les signes célestes, les temples, les jours de fêtes, les spectacles, les magistratures, l'armée, l'or et l'argent, les vêtements, les couleurs, les médicaments, les oiseaux, les arbres. Le vocabulaire relatif à la mort ou les malheurs est toutefois absent. Un mot est parfois traduit par deux ou trois équivalents.
Une série de textes d'applications suit le dictionnaire, qui racontent en termes enfantins la journée d'un élève et de son maître. Il y a huit parties, le lever, l'école, le travail, les relations sociales, le déjeuner, la préparation du travail du soir, le bain, le dîner, et le coucher. La pédagogie est basée sur une compréhension immédiate des phrases qui sont extrêmement simples, le plus souvent réduites à un verbe, son sujet et son complément. Il n'y a pas d'explications grammaticales : les conjugaisons sont simplement récitées, certaines phrases ne formant pas un récit avec la précédente mais une variation sur un thème grammatical (changement de pronom, de temps, etc.)
Exemple (I,3) :
| Texte en grec | Texte en latin | Traduction en français |
| --- | --- | --- |
| 3. Πρῶτον ἀσπάζομαι τὸν διδάσκαλον, ὃς ἐμὲ ἀντησπάσατο. χαῖρε διδάσκαλε. χαίρετε συμμαθηταί. μαθηταί. συμμαθηταί, τόπον ἐμοὶ δότε ἐμόν. βάθρον. ὑποπόδιον. δίφρος. σύναγέ σε. | 3. Primum saluto magistrum, qui me resalutavit. ave magister. avete condiscipuli. discipuli. condiscipuli, locum mihi date meum. scamnum. scamellum. sella. densa te. | 3. D'abord je salue le maître, qui me salue à son tour. Bonjour maître. Bonjour camarades. Les élèves. Camarades, donnez-moi ma place. Le banc. Le petit banc. La chaise. Tu es serré. |